# 元祖ぱずる屋さん
元祖ぱずる屋さん（がんそぱずるやさん）は、佐賀県の吉野ヶ里町に本社を置く株式会社オフィス・タカハシのオリジナルジグソーパズル事業部の屋号である。

## 概要
1993年11月、高橋勝則（たかはしかつのり）が、オリジナルジグソーパズル製造販売専門店としてオリジナルオフィスタカハシを創立した当時より、屋号として「元祖ぱずる屋さん」を使用している。元祖ぱずる屋さんの由来は、当時全国でオリジナルジグソーパズルを制作する企業は数社で、老舗であったので、「それなら、うちが元祖だ」に始まる。最近は、木を組み合わせる「組み木」などにも取り組んでいる。

## 製造方法
オリジナルジグソーパズルは、一般的に次の工程で製作される。
1. オリジナルジグソーパズルにしたい、画像をコンピュータにて処理する。
2. 処理した画像を、レーザープリンターで印刷出力する。
3. 出力した印刷物を、パズル専用台紙に貼り付ける。
4. 簡易型の、ジグソーパズル製作機にてカッティングする。

- カッティング用の刃物は、トムソン刃と呼ばれ、ジグザグになった刃物である。
- 台紙の向きを入れ替えることにより、ジグソーパズルの独特の形を生み出す事ができる。

## 主な商品
- オリジナルジグソーパズル
- ホワイトパズル（牛乳パズル・ミルクパズル）
- ジグソーパズル検定（ジグ検）
  - 風水パズル
  - メッセージが贈れるパズル
  - イラストパズル

## その他
- 最近は、ジグソーパズル事業の幅を広げる意味合いから、「組木」にも取り組んでいる。2009年、ハローキティ生誕35周年を記念して、東京の企画会社、株式会社美研インターナショナルが企画した「ハローキティー生誕35周年記念、伝統工芸とのコラボレートプロジェクト」でハローキティー組み木を制作する（観光庁主催ー魅力ある日本のおみやげコンテスト2010ラグジュアリージャパン部門銅賞受賞）。

また、芸能界関係のジグソーパズルやスポーツ関係のジグソーパズルなども製作するようになり、法人関連のジグソーパズルも多数製作するようになった。